# Стрелец, Фёдор Михайлович
Фёдор Михайлович Стрелец (1910—1944) — участник Великой Отечественной войны, Герой Советского Союза, стрелок 1090-го стрелкового полка 323-й стрелковой дивизии 3-й армии 1-го Белорусского фронта, красноармеец.

## Биография
Родился 1 октября 1910 года в селе Наумовка ныне Корюковского района Черниговской области в семье крестьянина. Украинец.
Работал лесорубом в лесничестве. В 1932 году призван в ряды Красной Армии. В 1933 году демобилизовался. Вторично призван в декабре 1943 года. С этого же времени в действующей армии. Воевал на 1-м Белорусском фронте.
Во время операции «Багратион», 24-30 июня 1944 года стрелок 1090-го стрелкового полка красноармеец Ф. М. Стрелец, участвуя в боях за деревню Великое Лядо Рогачёвского района Гомельской области и деревню Залитвинье Кировского района Могилёвской области, огнём из пулемёта отразил несколько контратак противника, нанеся ему значительный урон в живой силе.
30 июня 1944 года красноармеец Фёдор Михайлович Стрелец погиб в бою.

## Память
- Именем Фёдора Михайловича названа улица в Гомеле, материалы о нём хранятся в Гомельском областном краеведческом музее[2].
- Именем Героя названы улицы в Чернигове (решением Черниговского горисполкома Совета депутатов трудящихся) и селе Наумовка.
- В 1966 году была выпущена почтовая марка СССР в честь Ф. М. Стрельца.

## Награды
- Указом Президиума Верховного Совета СССР от 24 марта 1945 года за образцовое выполнение боевых заданий командования и проявленные при этом мужество и героизм рядовому Фёдору Михайловичу Стрельцу посмертно присвоено звание Героя Советского Союза.
- Награждён орденом Ленина, медалями.